# Вичерпання прав інтелектуальної власності
Вичерпання прав інтелектуальної власності це обмеження майнового права забороняти використання об’єкта  інтелектуальної власності (ІВ) правовласником після того, як ним особисто або з його згоди об’єкт ІВ було введено в цивільний оборот. Після того, як певний продукт продається з дозволу власника ІВ, перепродаж, оренда, позика та інші види комерційного використання третьою стороною товарів, захищених ІВ, на внутрішньому та міжнародному ринках регулюються цим принципом. 
Після того, як продукт, на який поширюється право інтелектуальної власності, наприклад, патентне право, був проданий власником права інтелектуальної власності або іншими особами за згодою власника, право ІВ вважається вичерпаним. Його більше не може здійснювати власник.  Це обмеження також називають доктриною вичерпання або доктриною першого продажу.  Наприклад, якщо винахідник отримує патент на новий вид парасольки, винахідник (або будь-хто інший, кому він продає свій патент) може законним чином заборонити іншим компаніям виготовляти та продавати такий вид парасольки, але не може забороняти покупцям, які вже придбали цю парасольку у власника патенту, перепродавати парасольку третім особам.
Те ж саме стосується патентів на програмне забезпечення . Якщо частина програмного забезпечення, що містить запатентований алгоритм, розповсюджується власником патенту, патент вичерпується. 
Хоча в усьому світі існує «досить широкий консенсус» щодо того, що вичерпання патенту «застосовується принаймні в контексті внутрішнього ринку»,  «існує менше консенсусу щодо того, в якій мірі продаж продукту, захищеного ІВ за кордоном може вичерпати права інтелектуальної власності на цей продукт у контексті національного законодавства».  Перше – це поняття «національне виснаження», друге – «регіональне виснаження» або «міжнародне виснаження». Правила та правові наслідки вичерпання значною мірою відрізняються залежно від країни імпорту, тобто національної юрисдикції. 
Правова концепція міжнародного вичерпання є набагато більш суперечливою і в деяких країнах не визнається. Власник права інтелектуальної власності не може запобігти імпорту в країну, яка визнає концепцію міжнародного вичерпання, продукту, що продається в іноземній країні з дозволу власника права інтелектуальної власності.  Угода про торговельні аспекти прав інтелектуальної власності (ТРІПС), міжнародна угода, адміністратором якої є Світова організація торгівлі (СОТ), не розглядає питання вичерпання прав інтелектуальної власності. 
Brexit у 2020 році спричинив обмеження на торгівлю з боку Великобританії, створивши асиметричний статус вичерпання, що дозволило імпортувати до Великобританії з європейської економічної зона (ЄЕЗ), де немає відповідної можливості для паралельного експорту з Великобританії до ЄЕЗ. У лютому 2022 го вважалось, що це триватиме деякий час або навіть ніколи не закінчиться. 

## Дивись також
- Директива про авторські права (Директива 2001/29/EC) (стаття 4 стосується вичерпання)
- Доктрина вичерпання за законодавством США
- Доктрина першого продажу